# Filet au poivre
Filet au poivre é a denominação e adaptação brasileira de um prato da nova cozinha francesa (“steak au poivre”). Consiste em bifes de filé mignon cobertos com pimenta do reino cortada e fritos em lume forte, para a carne ficar com uma crosta de pimenta, mas mal passada no interior. A frigideira pode ser depois deglacê com conhaque para fazer um molho. 